# Фортус Марія Олександрівна
Марія Олександрівна Фортус (1900, Херсон — 1980, Москва) — радянська розвідниця, партизанка, учасниця трьох воєн. Сестра відомого діяча Комінтерну Павла Міфа.

## Біографія
Народилася в єврейській родині банківського службовця.
У юності працювала вишивальницею у швейній майстерні. У 1914 склала екстерном іспит у Херсонській чоловічій гімназії. Вступивши до літгуртка при Міській публічній бібліотеці, який очолювали соціалісти — демократи, включилася у революційну діяльність. У 16 років вступила до партії есерів, але після Жовтневої революції перейшла на бік більшовиків. Виконувала доручення підпільників.

### Громадянська війна
Учасниця громадянської війни. У 1918 році М. О. Фортус працює в Херсонській Губ ЧК. Ризикуючи життям, рятує коштовності від бандитів, пішки через лінію фронту проносячи на собі «діамантовий пояс» із Херсона до Києва.
У 1919 році проводила пропагандистську роботу серед французьких солдатів і матросів, які окупували південь України. Тоді ж познайомилася зі своїм майбутнім чоловіком — іспанцем Рамоном Люком (за іншими джерелами — Касанельясом), які входили до складу загону інтервентів. У тому ж році народила сина, названого на честь батька Рамоном.
Залишивши дитину у матері, продовжила свою роботу. Під час громадянської війни з розвідувальними завданнями впроваджувалася в загони Махна і Булак-Балаховича. Була викрита. Двічі розстрілювалась, але дивом залишилася живою.
Після закінчення громадянської війни, у 1920-х роках — вчилася, потім працювала в Комуністичному університеті трудящих Сходу. На навчанні в Москві знову зустріла Рамона Люка, вони одружилися.
У 1929 році Марія Фортус і Рамон вирушили на нелегальну роботу до Іспанії. Її чоловік став секретарем каталонської компартії; у 1933 році він загинув.
Після 5 років нелегальної роботи, у 1934 році розвідниця повернулася до Москви.

### Війна в Іспанії
З 1936 року М. О. Фортус знову направлена до Іспанії. Учасниця громадянської війни в Іспанії (1936–1939), відома серед республіканців під ім'ям Марія Хулія. Була перекладачкою радянського військового радника при Генштабі республіканської армії генерала Петровича (К. П. Мерецков).
Підтримувала зв'язок із членами ЦК Компартії Іспанії: Хосе Діасом, Долорес Ібаррурі, Антоніо Михея, Вісенте Урібе.
З грудня 1937 року — офіцер зв'язку при генералі Г. М. Штерні, який на той час був старшим військовим радником при Республіканському уряді.
Брала безпосередню участь у боях. Нею була спланована і здійснена операція по наведенню республіканських бомбардувальників на аеродром заколотників біля м. Леон. При цьому було знищено 40 літаків супротивника.
Єдиний син Рамон — льотчик-республіканець, спрямований Комінтерном до Іспанії, у 1936 році загинув у повітряному бою під Сарагосою.
Після повернення до Москви навчалася у Військовій академії ім. М. В. Фрунзе, яку з відзнакою закінчила в 1941 році.
М. О. Фортус було присвоєно звання капітана. У військовій академії навчалася заочно, працюючи викладачем-інструктором розвідшколи. За даними ГРУ Генштабу, у 1937—1945 роках ця розвідшкола готувала диверсантів для виконання особливо відповідальних завдань за кордоном.

### Німецько-радянська війна
Учасниця Німецько-радянської війни. Була начальником штабу жіночого 46-ого гвардійського нічного бомбардувального авіаційного полку (тоді 588-го полку), сформованого Мариною Расковою.
Потім воювала в розвідувально-диверсійному партизанському загоні «Переможці» полковника Д. М. Медведєва на Рівненщині. Була заступником командира загону з військової розвідки і контррозвідки, брала участь у бойових операціях разом зі знаменитим розвідником Миколою Кузнєцовим, планувала його диверсійні акти.
У бою з окупантами була поранена. На літаку її вивезли до Москви. Після одужання М. О. Фортус була направлена у розвідвідділ штабу 3-го Українського фронту, яким командував Р. Я. Малиновський. У її функції входила організація і проведення розвідки роботи у ближньому тилу супротивника.
Безпосередньо брала участь у проведенні розвідувальних операцій, засилалася до ворожого тилу на територію Румунії і Угорщини, особисто готувала операцію "Альба Регія" в угорському місті Секешфегерварі.

### Післявоєнний час
Після закінчення війни проходила службу у складі Центральної групи військ у Відні. Там вона зуміла відшукати підземний завод, де вироблялися ракети Фау-2, потім служила в Московському військовому окрузі.
Вийшла заміж за свого колегу, військового розвідника Геннадія Зайцева, прийняла прізвище чоловіка. Через два роки подружжя відкликали до Москви, і вони стають співробітниками центрального апарату ГРУ. Їй присвоюється звання підполковника.
За станом здоров'я у липні 1955 вийшла у відставку.
Захистила кандидатську дисертацію. Працювала в Інституті Конкретних Соціальних Досліджень АН СРСР. Учасниця багатьох міжнародних симпозіумів із проблем соціології та філософії.
До ювілею Перемоги Марії Фортус-Зайцевій було присвоєно чергове військове звання — полковника.
Почесна громадянка чехословацького міста Літомержиці й угорського Секешфегервара.
Авторка низки літературних творів, зокрема, «Операція Альба Регія», «Розкрита таємниця», «В Іспанії, що бореться», «Поєдинок із Гестапо» та інших.
Померла в Москві 22 лютого 1980 року, похована на Ваганьківському кладовищі.

## Нагороди
- Орден Леніна (двічі),
- Орден Бойового Червоного Прапора (двічі),
- Орден Червоної Зірки.
- багатьма медалями

Всього 34 нагороди, із них 14 — іноземних.

## Пам'ять
- На честь Марії Олександрівни Фортус в українському місті Херсоні названа вулиця.

## Примітка
- На II Московському кінофестивалі в 1961 році угорський режисер Міхай Семеш презентував фільм " Альба Регія " (Alba regia), що розповідає про проведення операції, у якій брала участь М. О. Фортус. Роль радянської розвідниці зіграла Тетяна Самойлова. Фільм був удостоєний Срібної премії.
- Марія Фортус є також прототипом героїні радянського кінофільму " Салют, Маріє! " (Режисер Йосип Хейфиц, 1970).